# Campyloneurum laevigatum
Campyloneurum laevigatum là một loài dương xỉ trong họ Polypodiaceae. Loài này được Cav. mô tả khoa học đầu tiên.
Danh pháp khoa học của loài này chưa được làm sáng tỏ. 